# Botanitsjeski Sad
Botanitsjeski Sad (Russisch: Ботанический сад uitspraakⓘ) is een station aan de Kaloezjsko-Rizjskaja-lijn van de Moskouse metro.

## Geschiedenis
Het station werd geopend op 29 september 1978 toen de gebieden die in 1960 aan de noordkant van de stad werden geannexeerd op de metro werden aangesloten. Het perron ligt pal ten zuiden van de ringspoorlijn die tot 1960 de stadsgrens vormde. De naam betekent Botanische tuin en is te danken aan plannen uit de jaren zeventig om de nieuwe ingang van de Botanische tuin van de Russische academie van wetenschappen ter hoogte van het station te bouwen. Het park werd in 1915 aan de binnenkant van de ringspoorlijn aangelegd door N.V. Tsitsina met een hoofdgebouw aan de westzijde. De hoofdingang van het park ligt nog altijd aan de westzijde bij Vladykino aan de Serpoechovsko-Timirjazevskaja-lijn. De zuidelijke toegang van station Botanitsjeski Sad ligt echter in het Leonovpark, hemelsbreed ongeveer 500 meter van de botanische tuin. De ingang van de botanische tuin aan de Landbouwwstraat is via een overkluizing van de Jaoeza en het Leonovpark te voet bereikbaar in ongeveer 15 minuten. Tijdens het ontwerpen van de lijn werd de naam Rostokino gehanteerd, dezelfde naam als het rangeerterrein aan de kleine ringspoorlijn van Moskou iets ten oosten van het station. De naam Botanitsjeski Sad is tot 1966 gebruikt voor de overstap tussen de Koltsevaja-lijn en de Rizjskajja radius, deze stations dragen sindsdien de naam Prospekt Mira.

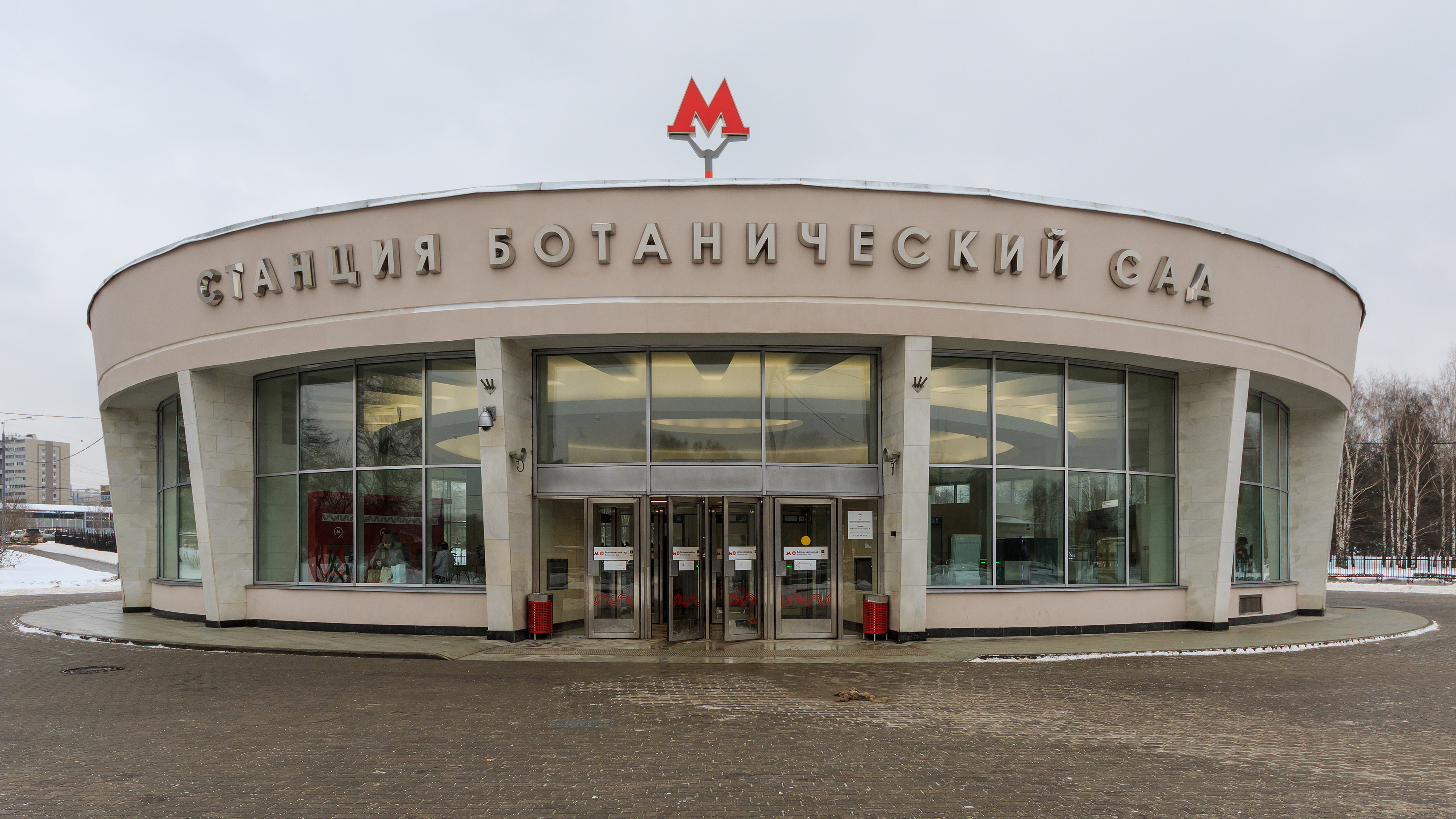
Stationsgebouw
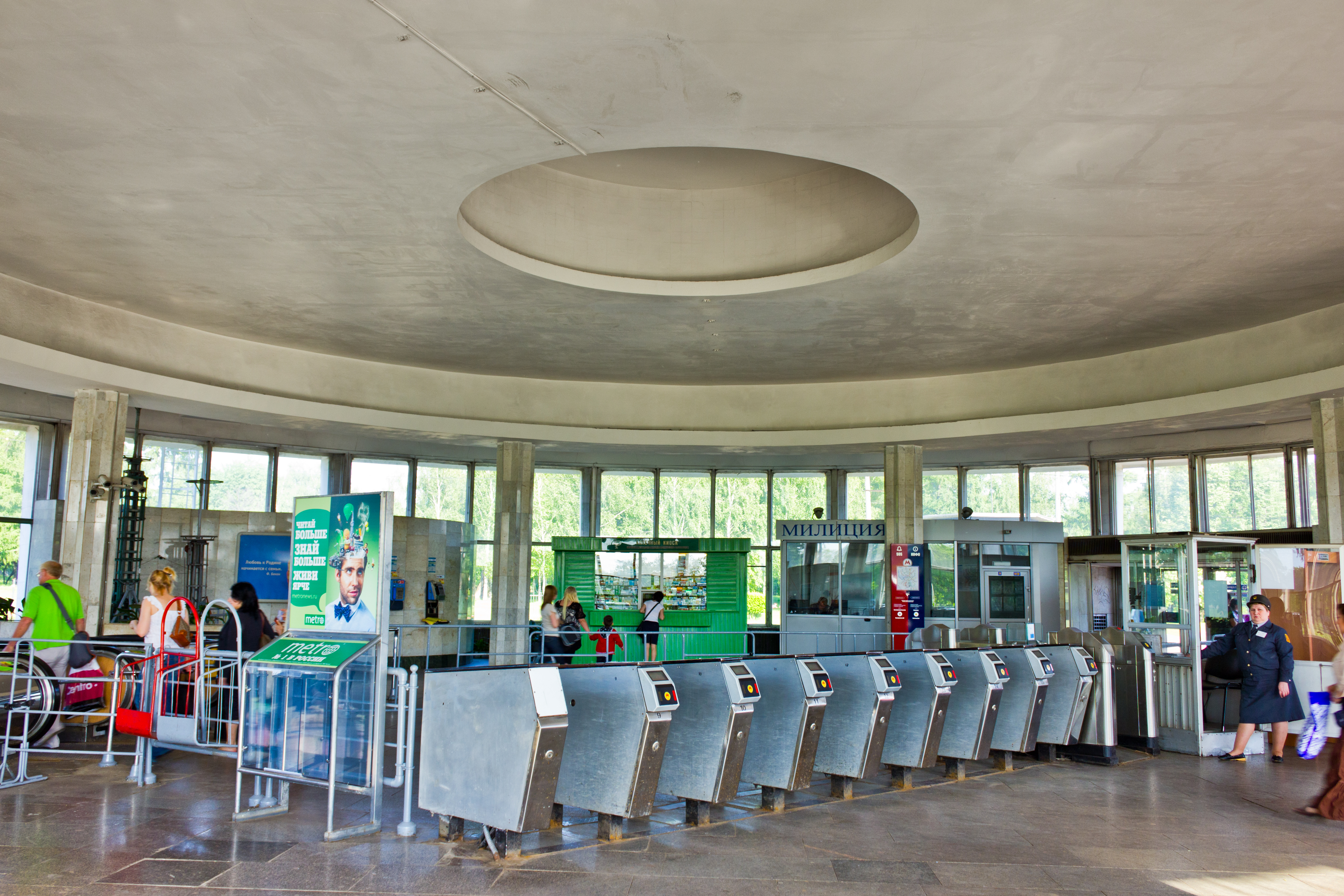
De stationshal
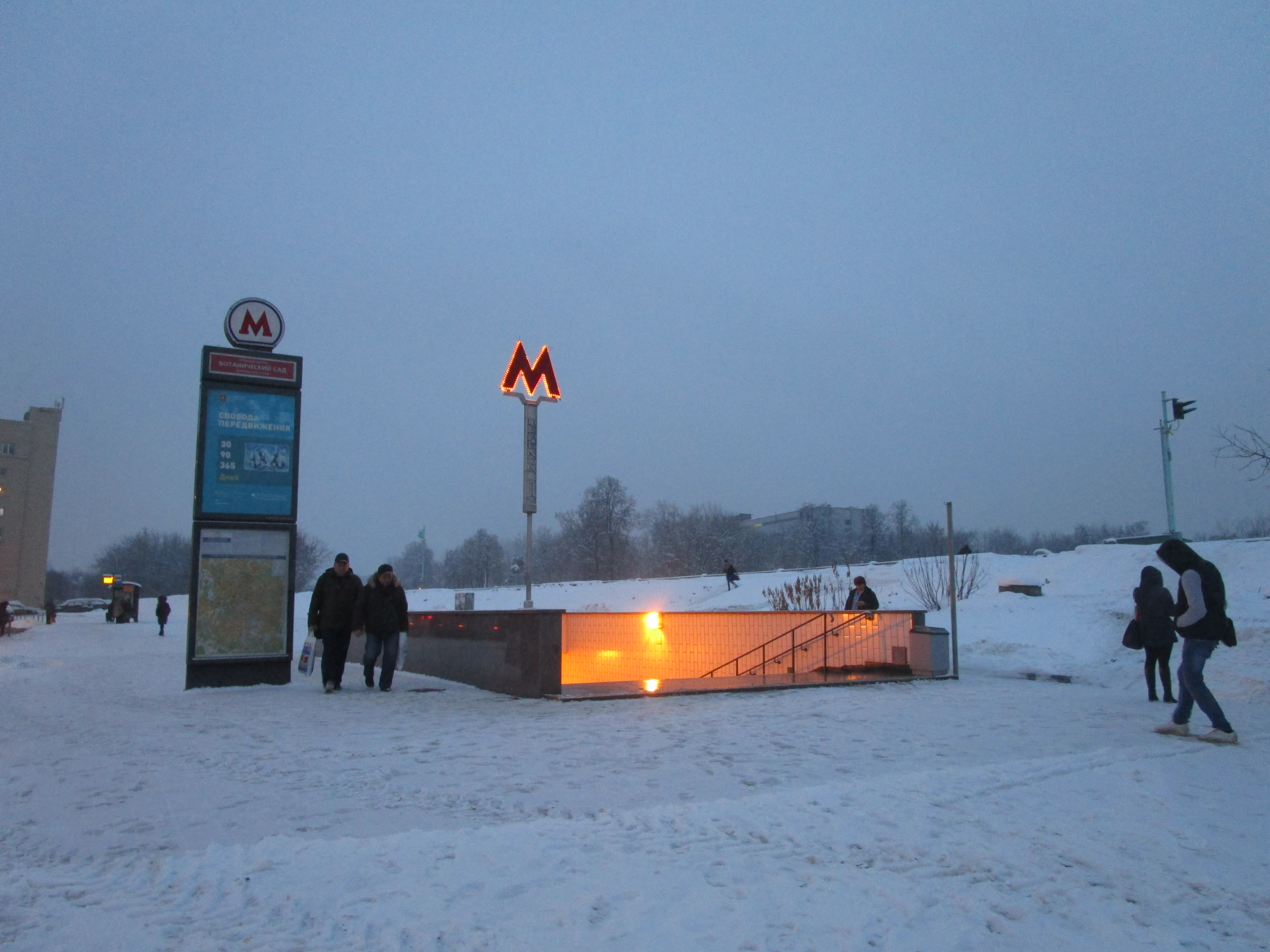
De noordelijke toegang in 2014

## Ligging en inrichting
Het station heeft aan beide uiteinden van het perron een toegang. Aan de noordkant loopt tussen de metrotunnels een voetgangerstunnel onder de kleine ringspoorlijn van Moskou. Aan de noordkant van de ringspoorlijn vertakt deze tunnel zich naar drie trappen rond het plein aldaar. Het toegangsgebouw ligt aan de zuidkant en is met roltrappen verbonden met het perron. Er is geen inpandige verbinding met station Botanitsjeski Sad van de Moskouse Centrale Ringlijn (lijn 14), maar overstappers hoeven niet opnieuw het instaptarief te betalen als ze via de poortjes het ene station verlaten en zich kort daarop weer aanmelden bij het andere station. Het ronde stationsgebouw ligt ten zuiden van de ringlijn aan de eerste Leonovstraat in het park. Het interieur is opgesierd met bloembedden van keramiek van de hand van N.P. Masteropoelo.
Ondergronds is er sprake van ondiep gelegen zuilenstation op 7 meter onder het maaiveld. Het werd ontworpen door N.I. Demitsjinski en J.A.Kolesnikova en gebouwd met geprefabriceerde onderdelen. De zuilen staan in twee rijen van 26 met een onderlinge afstand van 6,5 meter op het 10,5 meter brede perron. De tunnelwanden zijn bekleed met wit marmer en op iedere wand vijf panelen rond het thema natuur. Kunstenares Z.M. Vetrova maakte reliëfs, elk twee, van geanodiseerd aluminium met afbeeldingen van appels, druiven, wijnruit en bloemen. Het perron bestaat uit grijs graniet met ingelegd zwart labradoriet. Een bijzonderheid van het station is het verlaagde cassetteplafond van goud geanodiseerd aluminium waar de verlichting in aangebracht is. Tot in 2005 de verlichting is verbeterd stond het station bekend als het donkerste van de Moskouse metro.

## Reizigersverkeer
Vergeleken met de andere metrostations is het een rustig station waarbij in maart 2002 slechts 29100 reizigers per dag werden geteld. De eerste metro naar het noorden vertrekt op oneven dagen om 6:01 uur en op even dagen om 6:00 uur. In zuidelijke richting in het weekeinde vertrekt de eerste metro  om 5:34 uur. Door de week vertrekt de eerste metro naar het zuiden op oneven dagen om 5:32 uur en op even dagen om 5:31 uur.

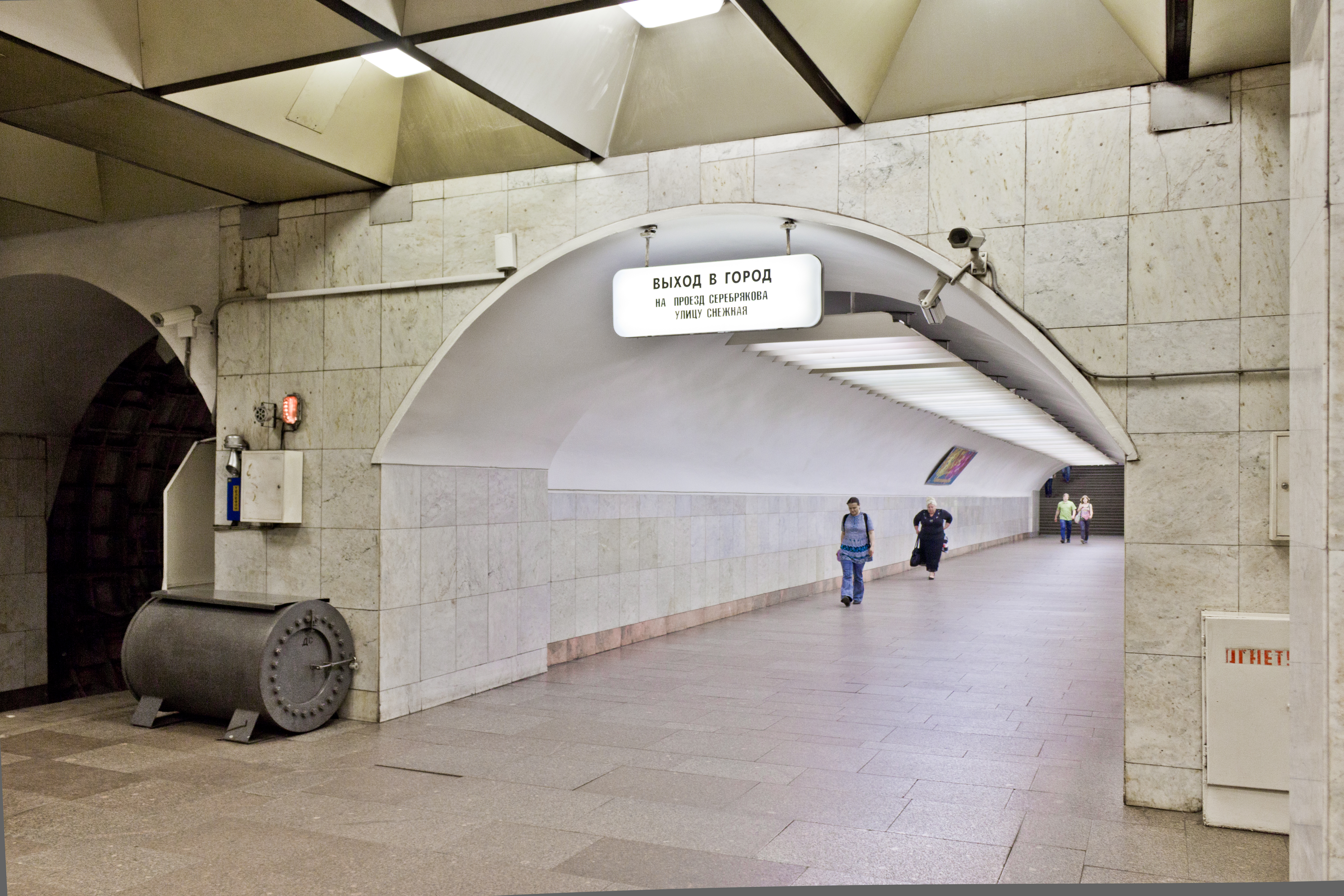
De tunnel tussen het perron en de noordelijke toegang
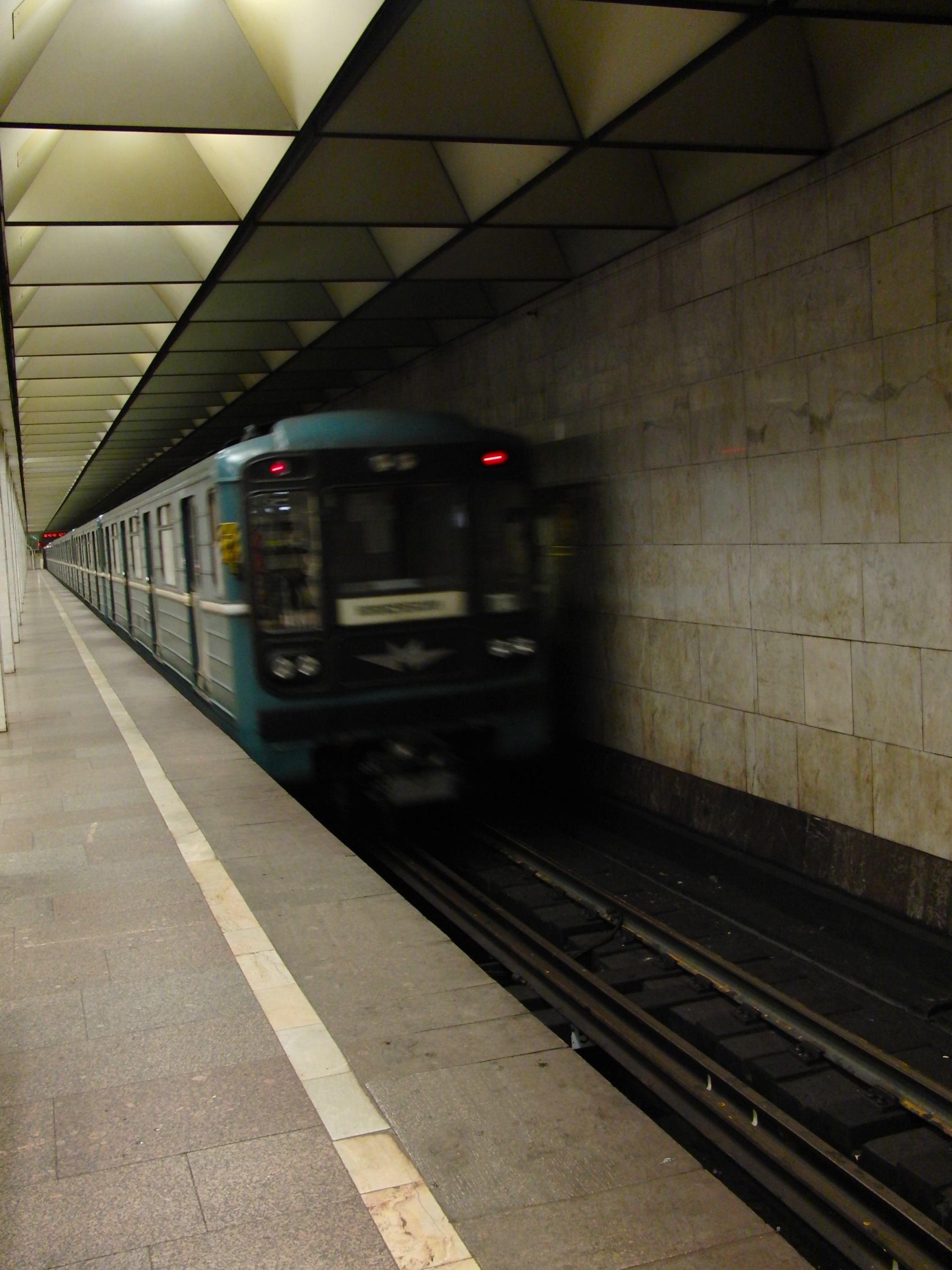
Het perron met cassetteplafond
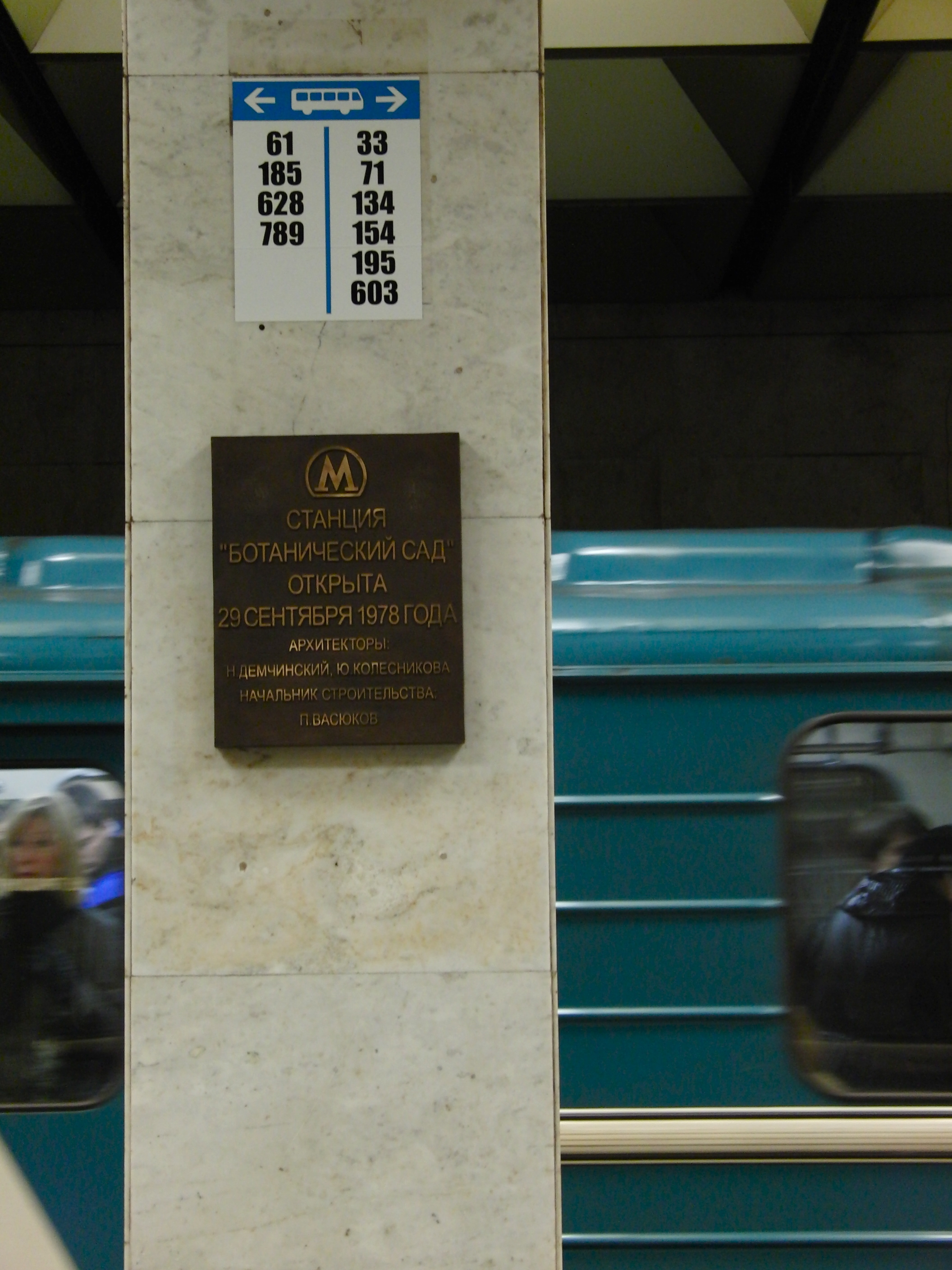
Het officiële naambord